# Márkvárt Dávid
Márkvárt Dávid (Szekszárd,1994. szeptember 20. –) magyar válogatott labdarúgó, középpályás, a Szeged-Csanád Grosics Akadémia játékosa.

## Pályafutása

### Klubcsapatokban
2012-től már meghatározó játékosa volt a Pécsi MFC-nek. 2015-től a Puskás Akadémia FC-ben futballozott, ahol 2017-ben tagja volt az NB II-es bajnokcsapatnak, 2018-ban pedig a Magyar Kupa-ezüstöt szerző együttesnek. 2018 nyarán igazolt a Diósgyőri VTK-hoz, ahol 85 NB I-es bajnoki mérkőzésen lépett pályára. 2021 júniusában a Vasas SC játékosa lett. 2023. június 9-én bejelentették, hogy a felek közös megegyezéssel szerződést bontanak.

### A válogatottban
2015-ben meghívót kapott Bernd Storck szövetségi kapitánytól a október 11-i Görögország elleni mérkőzésre készülő felnőtt válogatott keretébe. 2017-ben 3 válogatott mérkőzésen játszott.

### Mérkőzései a válogatottban
| Magyarország | Magyarország       | Magyarország             | Magyarország | Magyarország | Magyarország | Magyarország | Magyarország | Magyarország |
| #            | Dátum              | Helyszín                 | Hazai        | Eredmény     | Vendég       | Kiírás       | Gólok        | Esemény      |
| ------------ | ------------------ | ------------------------ | ------------ | ------------ | ------------ | ------------ | ------------ | ------------ |
| 1.           | 2017. június 5.    | Budapest, Groupama Aréna | Magyarország | 0 – 3        | Oroszország  | barátságos   | -            | 66'          |
| 2.           | 2017. október 7.   | Bázel, St. Jakob-Park    | Svájc        | 5 – 2        | Magyarország | vb-selejtező | -            | 56'          |
| 3.           | 2017. november 14. | Budapest, Groupama Aréna | Magyarország | 1 – 0        | Costa Rica   | barátságos   | -            | 81'          |
|              | Összesen           |                          |              | 3            | mérkőzés     |              | 0            | gól          |

## Sikerei, díjai
Puskás Akadémia
- NB II bajnok: 2016–2017
- Magyar Kupa ezüstérmes: 2017–2018

 Vasas
- NB II bajnok: 2021–22